# Espontón
El espontón es un arma distintiva de asta que usaban los oficiales de infantería, de moharra con forma de corazón u hoja, con dos «papadas» y falsaguarda en la base de esta. Solía alcanzar los dos metros de altura.

## Orígenes e historia
El espontón, cuya voz exacta proviene del francés, es una lanza de la familia de las medias-picas y partesanas. Si nos fijamos en sus orígenes medievales la deberíamos catalogar como otras armas de asta largamente conocidas, pero a raíz del siglo XVI pasa a ser elemento distintivo de los oficiales de infantería. Es en época de Luis XIV cuando se le da el matiz de arma de la «oficialía», llegando a perdurar como arma de rango militar hasta la Revolución francesa de 1789.
En España, según el Glosario de Voces de armería de Enrique de Leguina y Vidal, los oficiales sustituyeron la pica por el espontón en 1609 y lo conservaron hasta la Ordenanza de 1708. Los espontones, al igual que otras armas enastadas, fueron empleados por la infantería sobre los siglos XVI y XVII, incluso a inicios del XVIII, pero es a partir del comienzo del siglo XVIII cuando se transforman en armas de carácter exclusivamente «distintivo» de oficiales, de forma casi análoga a la de sus vecinos franceses, por Felipe IV, que fue quien introdujo esta moda -norma- en los tercios españoles. 
Según se dice, dependiendo del rango se empleaba o alabarda (exclusiva de sargentos), o espontones (oficiales de mayor graduación).

## Morfología
Los primeros espontones debieron ser armas de la familia de las partesanas, de larga asta (2m.) y moharra militar, pero cuando se transformó en el arma que ha llegado hasta nuestros días su «acabado» cambia radicalmente, pasando a ser un arma ornamentada y con decoraciones de materiales nobles. Solía exceder menos de un codo de la altura de su portador, aunque a partir de su introducción en la oficialía pasa a ser siempre de 7 pies. Ejemplares hay desde 184 cm hasta los 240 cm.